# パーマー郡 (テキサス州)
パーマー郡（パーマーぐん、英: Parmer County）は、アメリカ合衆国南部のテキサス州の北部、テキサス州の回廊地帯の南西部に位置する郡である。2010年国勢調査での人口は10,269人であり、2000年の10,016人から2.5％増加した。郡庁所在地はファーウェル市（人口1,363人）であり、同郡で人口最大の町はフリオナ（人口4,123人）である。郡名は、テキサス独立宣言の署名者であり、初期の判事を務めたマーティン・パーマーに因んで名付けられた。パーマー郡は州内に30ある禁酒郡（ドライ）の1つである。

## 地理
アメリカ合衆国国勢調査局に拠れば、郡域全面積は885平方マイル (2,292 km2)であり、このうち陸地882平方マイル (2,284 km2)、水域は3平方マイル (7.8 km2)で水域率は0.40％である。

### 主要高規格道路
- アメリカ国道60号線
- アメリカ国道84号線
- テキサス州道86号線
- テキサス州道214号線

### 隣接する郡
- デフスミス郡 - 北
- カストロ郡 - 東
- ラム郡 - 南東
- ベイリー郡 - 南
- カリー郡 (ニューメキシコ州) - 西

## 人口動態
以下は2000年の国勢調査による人口統計データである。
| 基礎データ - 人口: 10,016人 - 世帯数: 3,322 世帯 - 家族数: 2,614 家族 - 人口密度: 4人/km2（11人/mi2） - 住居数: 3,732軒 - 住居密度: 2軒/km2（4軒/mi2） 人種別人口構成 - 白人: 66.01% - アフリカン・アメリカン: 1.01% - ネイティブ・アメリカン: 0.76% - アジア人: 0.32% - 太平洋諸島系: 0.04% - その他の人種: 29.51% - 混血: 2.35% - ヒスパニック・ラテン系: 49.19% 年齢別人口構成 - 18歳未満: 32.9% - 18-24歳: 8.5% - 25-44歳: 26.2% - 45-64歳: 19.6% - 65歳以上: 12.7% - 年齢の中央値: 32歳 - 性比（女性100人あたり男性の人口） - 総人口: 97.9 - 18歳以上: 93.9 | 世帯と家族（対世帯数） - 18歳未満の子供がいる: 42.9% - 結婚・同居している夫婦: 67.0% - 未婚・離婚・死別女性が世帯主: 8.3% - 非家族世帯: 21.3% - 単身世帯: 19.3% - 65歳以上の老人1人暮らし: 10.5% - 平均構成人数 - 世帯: 2.97人 - 家族: 3.43人 収入と家計 - 収入の中央値 - 世帯: 30,813米ドル - 家族: 34,149米ドル - 性別 - 男性: 26,966米ドル - 女性: 19,650米ドル - 人口1人あたり収入: 14,184米ドル - 貧困線以下 - 対人口: 17.0% - 対家族数: 14.2% - 18歳未満: 20.9% - 65歳以上: 14.2% |

## 都市と町
- ボビナ、都市、人口1,868人
- ファーウェル、都市、人口1,363人 - 郡庁所在地
- フリオナ、都市、人口4,123人
- ラズバディ、未編入の町